# Carlos Carreiras
Carlos Manuel Lavrador de Jesus Carreiras (Lisboa, 7 de junho de 1961) é um gestor e político português. Desde 2011 é Presidente da Câmara Municipal de Cascais.

## Biografia
Filho de uma família de classe média, o pai era gestor de empresas. Cedo se mudou para Cascais, passando toda a sua infância e adolescência na freguesia de São Domingos de Rana. Estudou nos Salesianos do Estoril, tendo sido convidado a sair devido à sua rebeldia. Mudou-se para o liceu de Carcavelos.
Licenciado em Contabilidade e Administração pelo Instituto Superior de Contabilidade e Administração de Lisboa do Instituto Politécnico de Lisboa, em 1988, passou toda a sua vida profissional no mundo das empresas antes de chegar à política executiva.
Exerceu funções de direção e administração em diversos grupos privados, operadores nos setores da hotelaria e turismo, imobiliário, distribuição de combustíveis e produtos de grande consumo.
Foi, primeiro como Diretor-Geral e depois como Administrador do Grupo Sousa Cintra, um dos responsáveis pela estratégia de internacionalização do grupo. Foi, no entanto, também acusado de ter implementado estratégias consideradas megalómanas e que levaram ao descalabro financeiro deste grupo. Estas incluíam a construção de fábricas de cerveja no Brasil e em Portugal e o lançamento de novas marcas em mercados já dominados pelos gigantes do setor. O resultado foi a  venda da fábrica portuguesa de Santarém por €1 ao grupo Amorim e a um processo judicial no Brasil que culminou com o arresto em 2012 de todos os bens de Sousa Cintra. Como resultados Carlos Carreiras foi despedido no inicio dos anos 2000 (Jornal Público: Sousa Cintra quer liderar águas no Brasil) 
Militante do PPD/PSD, sucedeu a António Capucho, como Presidente da Câmara Municipal de Cascais, a 28 de janeiro de 2011, tendo sido candidato, com sucesso, da coligação PSD/CDS-PP à mesma autarquia nas eleições autárquicas de 2013, 2017 e 2021 com três maiorias absolutas. Antes disso, ocupava o cargo de Vice-Presidente da mesma autarquia e, antes desse, o de Vereador, tendo presidido aos Conselhos de Administração das Agências Municipais Cascais Atlântico, Cascais Energia, Cascais Natura e DNA Cascais (Empreendorismo).
A sucessão ao anterior Presidente da Câmara ocorreu poucos meses depois de António Capucho ter ganho as eleições autárquicas mas alegar problemas de saúde em fevereiro de 2011. O então vice-presidente era na altura um quase-desconhecido e a sucessão de poder foi considerada pouco clara pelos apoiantes do anterior presidente de câmara. Note-se que o António Capucho sempre foi uma pessoa muito popular em Cascais e a relação entre ambos nunca foi cordial (Jornal Público: António Capucho coloca lugar de conselheiro de Estado à disposição) O afastado presidente da câmara concorreu mais tarde como independente a presidente da Assembleia Municipal de Sintra e apoiou movimentos independentes em Cascais. Em 2016, António Capucho viria mesmo a ser sondado para uma candidatura pelo PS . 
Durante a sua presidência na Câmara de Cascais tem sido frequentemente acusado de ceder às grandes forças dos promotores imobiliários e de ter relegado para último plano as questões ambientais do concelho.[carece de fontes?] Exemplo disso é a Quinta dos Ingleses, em Carcavelos: em 2014, com Carlos Carreiras à frente do executivo camarário, foi aprovado o Plano de Pormenor do Espaço de Reestruturação Urbanística de Carcavelos-Sul - PPERUCS, aprovado por uma diferença de apenas um voto, no meio de uma intensa contestação, e para o qual foi determinante o voto favorável da, então, presidente da Junta de Freguesia de Carcavelos, Zilda Silva, contra a decisão da Assembleia de Freguesia, que votara maioritariamente contra a aprovação do PPERUCS. A 19 de julho de 2021 foi aprovada a Resolução da Assembleia da República nº 208/2021, que recomenda ao Governo que promova a salvaguarda e a valorização ambiental e patrimonial da Quinta dos Ingleses, garantindo a maximização do espaço de preservação da natureza e dos elementos patrimoniais relevantes, tendo em vista a classificação da área como “Paisagem Protegida de Âmbito Local”. Porém, o Governo não tem competência para classificar a área como tal (a competência é do município) e Carlos Carreiras diz não ter meios financeiros para pagar indemnizações aos proprietários, pretendendo prosseguir com o licenciamento. 
No PSD foi Vice-Presidente do partido de 2013 a 2015 e líder da Comissão Política Distrital de Lisboa entre 2007 e 2011.
Foi presidente do Conselho de Administração do  Instituto Francisco Sá Carneiro, desde 2010 até março de 2013.
Otimista militante, foi o promotor do vídeo What the Finns Need to Know about Portugal, sucesso viral de 2011.
Carlos Carreiras assina, semanalmente à quarta-feira, a coluna "Com Vista para o Atlântico" no Jornal I e é comentador regular na televisão portuguesa.
A 14 de Novembro de 2022 foi agraciado com o 3.º Grau da Ordem do Mérito da Ucrânia.
É membro do Grande Oriente Lusitano.
Casado com Ana Carreiras, professora universitária na área da Arquitetura, é pai de cinco filhas e avô de três netos.